# 福爾克里克鎮區 (印地安納州亨利縣)
福爾克里克鎮區（英語：Fall Creek Township）是位於美國印地安納州亨利縣的一個行政鎮區。

## 地方資料
根據2010年美國人口普查的數據，福爾克里克鎮區的面積為78.90平方千米，當中陸地面積為78.80平方千米，而水域面積為0.10平方千米。當地共有人口4612人，而人口密度為每平方千米58.45人。